# Liu Hui
En aquest nom xinès, el cognom és Liu.
Liu Hui (en xinès tradicional: 劉徽; en xinès simplificat: 刘徽; en pinyin: Liú Huī) (segle iii EC) va ser un matemàtic de l'estat de Cao Wei durant el període dels Tres Regnes de la història xinesa, segle iii dC.
No es coneix gairebé res de la seva vida, però se sap que va ser un matemàtic força creatiu. Només es conserven dues de les seves obres: un comentari a Els nou capítols de les arts matemàtiques i el Haidao Suanjing (海岛算经), conegut com a Manual matemàtic de l'illa marina.
L'any 263 dC. va publicar el seu comentari al famós llibre xinès de matemàtiques conegut com Els nou capítols de les arts matemàtiques (九章算术). En aquest comentari, introduïa noves idees i nous càlculs com, per exemple, el del Nombre π, que estableix amb notable exactitud entre 3,1410 i 3,1427, quan els nou capítols deien que era 3.
En la introducció al comentari, explica la poca adequació del capítol nou (sobre els triangles rectangles). Per aquest motiu, va escriure un altre tractat (el Haidao Suanjing) referit específicament al mètode de mesurar les distàncies per doble diferència; que no és més que un mètode basat en dos triangles rectangles.